# Rosa Zant
Rosa Zant (geboren im 21. Jahrhundert) ist eine Kinderdarstellerin aus Wien, Österreich.

## Leben
Rosa Zant begann ihre Karriere 2020 in dem Film Ein bisschen bleiben wir noch, in dem sie die weibliche Hauptrolle der Lilli verkörperte.
2021 spielte Rosa Zant ihre zweite Rolle in einer Folge der Fernsehserie SOKO Wien, in der sie die Rolle der Marie Hölzl übernahm. Im selben Jahr trat sie außerdem als Leonie in der Fernsehserie Am Anschlag – Die Macht der Kränkung auf.

## Filmografie
- 2020: Ein bisschen bleiben wir noch
- 2021: SOKO Wien (Fernsehserie, 1 Folge)
- 2021: Am Anschlag – Die Macht der Kränkung (Fernsehserie, 1 Folge)